# Рапоне
Рапоне (італ. Rapone) — муніципалітет в Італії, у регіоні Базиліката, провінція Потенца.
Рапоне розташоване на відстані близько 280 км на південний схід від Рима, 35 км на північний захід від Потенци.
Населення — 987 осіб (2014).
Щорічний фестиваль відбувається 15 червня. Покровитель — святий Віт.

## Демографія
Населення за роками:

Станом на 1 січня 2023 року в муніципалітеті офіційно проживало 8 іноземців з 6 країн, серед них 4 громадяни країн Євросоюзу.

## Сусідні муніципалітети
- Калітрі
- Кастельгранде
- Пескопагано
- Руво-дель-Монте
- Сан-Феле